# Crkva sv. Stjepana u Donjim Rašćanima
Crkva sv. Stjepana i arheološko nalazište u selu Donjim Rašćanima, Grad Vrgorac.

## Opis
Vrijeme nastanka: 15. do 20. stoljeće. Jednobrodna crkva sv. Stjepana na starom groblju u Donjim Rašćanima sagrađena je krajem 17. ili početkom 18. st. Krajem 18. st. produžena je te joj je dodana polukružna apsida na sjeveru. Na pročelju je jednostavna kamena rozeta, dvije monofore i kameni križ na vrhu zabata. Početkom 20. st. uz apsidu dograđen je kameni zvonik. U fasade crkve uzidano je šesnaest neukrašenih sanduka dok jedan sanduk ima urezani natpis. Zapadno od crkve su još tri sanduka koja svjedoče o postojanju srednjovjekovnog groblja starijeg od same crkve. U svetištu je sačuvan drveni ukrašeni oltar izrađen u radionici Rako u Imotskom. Pod crkve popločan je kamenim pločama između kojih su srednjovjekovne grobnice.

## Zaštita
Pod oznakom Z-5533 zavedena je kao nepokretno kulturno dobro - pojedinačno, pravna statusa zaštićena kulturnog dobra, klasificirano kao "sakralna graditeljska baština".